# Valeri Babanov
Pour les articles homonymes, voir Babanov.
Pas d'image ? Cliquez ici
Piolets d'or
Valeri Pavlovitch Babanov (en russe : Валерий Павлович Бабанов), né le 10 novembre 1964 à Omsk dans l'Oural, est un alpiniste russe.

## Biographie
Valeri Babanov commence à grimper en 1980, réalise plusieurs premières et établit des records de vitesse d'ascension. En 2002, il sort diplômé de l'École nationale des sports de montagne.

## Premières
- 1999 - Ouverture d'Eldorado aux Grandes Jorasses, en juillet
- 2006 - Ouverture de Little Prince dans le versant nord du Chomolonzo, le 17 mai
- 2007 - Première de l'arête nord-ouest du Jannu avec Serguey Kofanov en automne.
- 2008 - Nouvelle voie dans le versant nord-ouest du Broad Peak avec Victor Afanazief, du 9 au 17 juillet
- 2008 - Nouvelle voie dans le versant sud-ouest du Gasherbrum I avec Victor Afanazief, du 26 juillet au 1er août

## Récompenses
- Piolets d'or 2002 pour l'ascension solitaire du Meru central[2]
- Piolets d'or 2004 avec Iouri Kochelenko pour une ascension en face Sud du Nuptse est (Nuptse Shar I)[3]